# Impra
Impra je český divadelní herecko-improvizační projekt, který byl založen Hannym Firlou a Ondřejem Králem v Praze v roce 2014. Hlavním znakem tvorby je divadelní performance bez předem určeného záchytného bodu, kdy herecké, pěvecké a pohybové akce, stejně jako hudební doprovod, vznikají z prvotních impulzů až přímo na jevišti.

## Historie
Divadelní projekt Impra vznikl v září roku 2014 na Konzervatoři Jaroslava Ježka během společných studií oboru herecké, pěvecké a taneční syntézy Hannyho Firly a Ondřeje Krále. Po několika odehraných improvizacích bez hudebního doprovodu je v tentýž měsíc doplnil skladatel, producent a multiinstrumentalista Igor Ochepovsky.
Po absolvování dvou celorepublikových turné se v roce 2015 stali trojnásobnými vítězi Studentské Thálie, což je dostalo do povědomí české alternativní divadelní scény. Následovaly desítky realizovaných představení v rámci vlastních turné a divadelních festivalů (např. ProArt, Zámostí, WTF, aj.). Nesoustředili se pouze na divadelní prostory, což dokládá např. vystoupení v památce UNESCO Vile Tugendhat v Brně.
Na podzim roku 2017 poprvé vystupovali před publikem mimo ČR a SR, v německých Drážďanech. V roce 2018 členové Impra vytvořili manifest tzv. Imprassionismu, který shrnuje podklad jejich tvorby.
V roce 2020 došlo ke změně v sestavě projektu. Tvůrcem instrumentální složky se nově stal Nero Scartch, člen kapely MYDY.

## Členové
- Hanny Firla – herec (2014 – do současnosti)
- Ondřej Král – herec (2014 – do současnosti)
- Nero Scartch – syntetizátor, bicí (2020 – do současnosti)

## Turné
- Volání Divočiny (2014)
- Nové Formy (2015)
- Nebuď pussyvní (2015)
- Nepřestávejte lovit (2016)
- Nebuďme ovce (2016)
- Imaginarium (2017)
- Imprassionismus (2018)
- #hereckaimprovizace (2019)